# Loramyces juncicola
Loramyces juncicola är en svampart som beskrevs av W. Weston 1929. Loramyces juncicola ingår i familjen Loramycetaceae som tillhör ordningen disksvampar.  Arten är reproducerande i Sverige. Inga underarter finns listade.